# Baconia festiva
Baconia festiva är en skalbaggsart som beskrevs av Lewis 1891. Baconia festiva ingår i släktet Baconia och familjen stumpbaggar. Inga underarter finns listade i Catalogue of Life.